# Synagoge (Enschede)

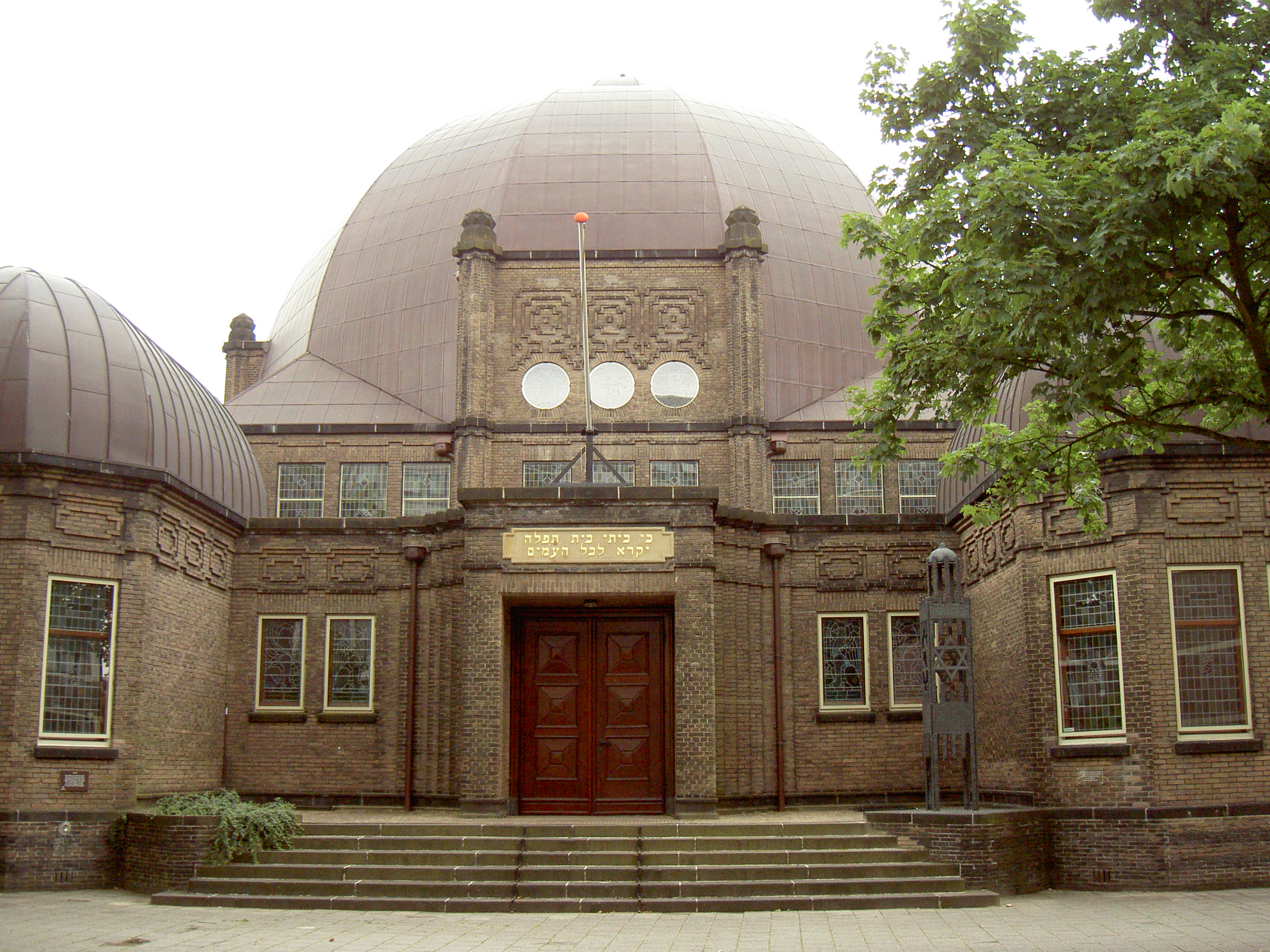
Synagoge in Enschede

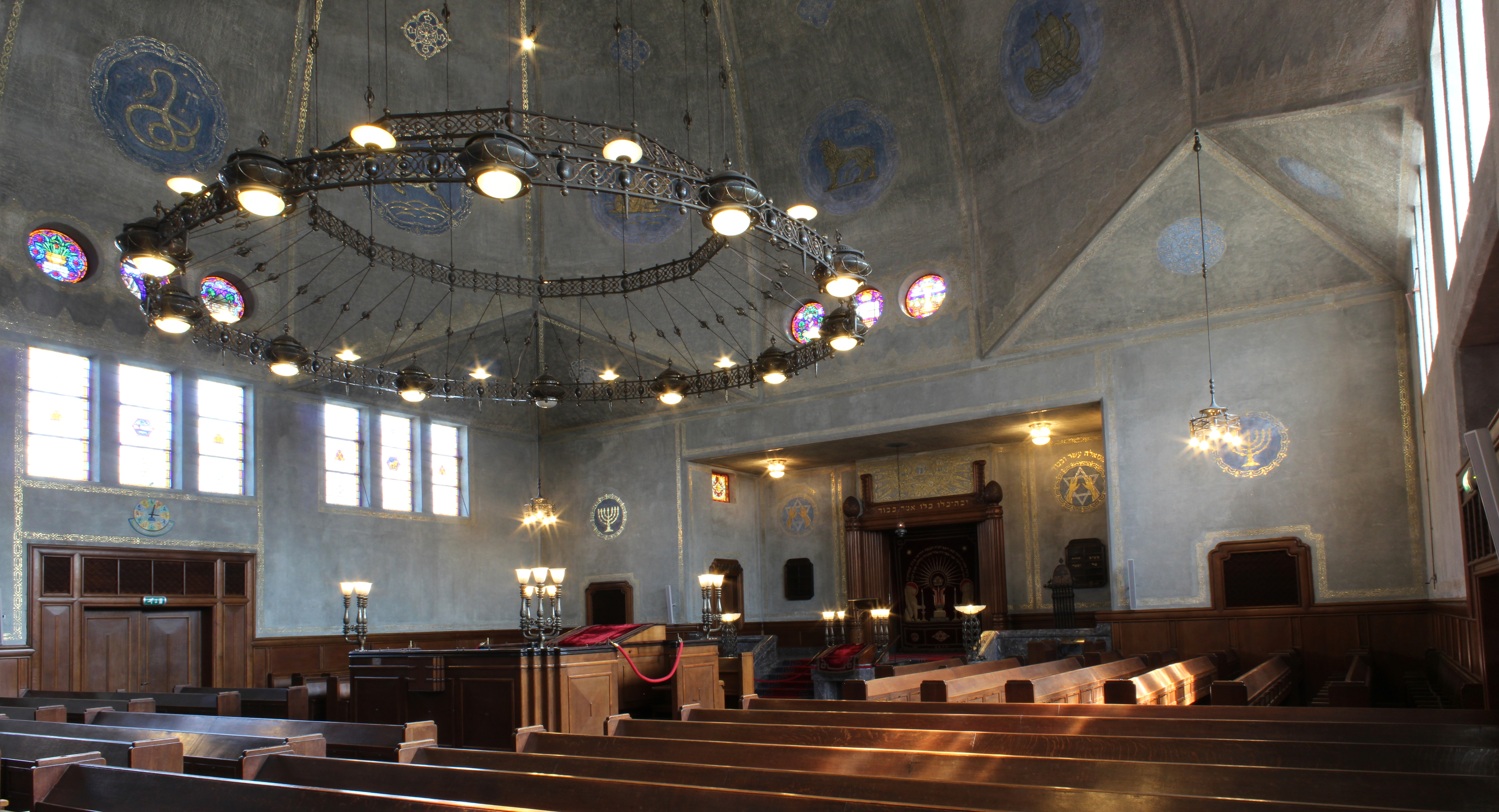
Innenansicht

Die Synagoge in Enschede, einer Großstadt im Osten der Niederlande, wurde 1927/28 errichtet. Die ehemalige Synagoge befindet sich an der Prinsestraat Nr. 16.
Da die alte Synagoge im Stadtzentrum zu klein geworden war, wurde nach Plänen von Karel de Bazel eine neue Synagoge erbaut. Die Synagoge ist im Inneren reich ausgestattet mit bunten Bleiglasfenstern und Mosaiken. Sie bot 600 Gottesdienstbesuchern Platz.
Der Besitzer des Gebäudes ist die Nederlands Israëlitische Gemeente Twente.